# Вулиця Листопадова (Тернопіль)
Вулиця Листопадова (за Австро-Угорщини — Костельна, за Польщі — 29 листопада, за УРСР — Жовтнева) — одна з вулиць середмістя вулиць Тернополя.
Починається від Майдану Волі і закінчується на вулиці Михайла Грушевського.

## Пам'ятки архітектури
Місцевого значення:
- № 3 — житловий будинок (кін. XIX ст.)
- № 4 — жіночий ліцей при монастирі йосифіток (кін. XIX ст.), потім резиденція тернопільського воєводи, нині тут знаходиться прокуратура Тернопільської області
- № 5 — Будинок офіцерського зібрання (кін. XIX ст.), нині основний будинок Тернопільської міської ради
- № 7 — житловий будинок (1894—1896)
- № 9 — житловий будинок (кін. XIX ст.)

## Пам'ятники
- Меморіальна дошка членам товариства «Громада» на стіні будинку № 2 (скульптор Дмитро Пилип'як, архітектор Данило Чепіль).
- Барельєф художника, реставратора Діонізія Шолдри на стіні будинку № 8 (на розі вул. Листопадової і Грушевського).

## Пам'ятка природи
- Тернопільська липа

## Установи
- Тернопільська міська рада та кілька відділів та управлінь міської ради
- Житлово-комунальна інспекція
- Інспекція з контролю за цінами
- Прокуратура Тернопільської області

## Транспорт
Найближча зупинка громадського транспорту «Готель „Тернопіль“» біля однойменного готелю на вул. Замковій.

## Світлини

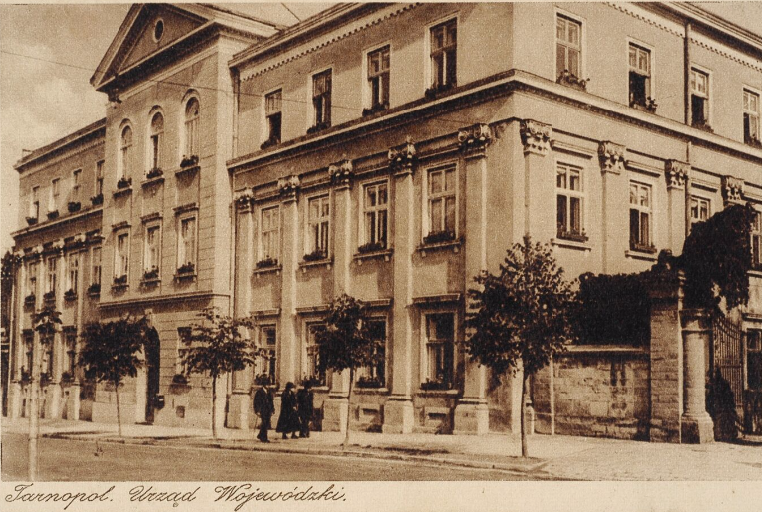
Резиденція тернопільського воєводи (нині прокуратура Тернопільської області)
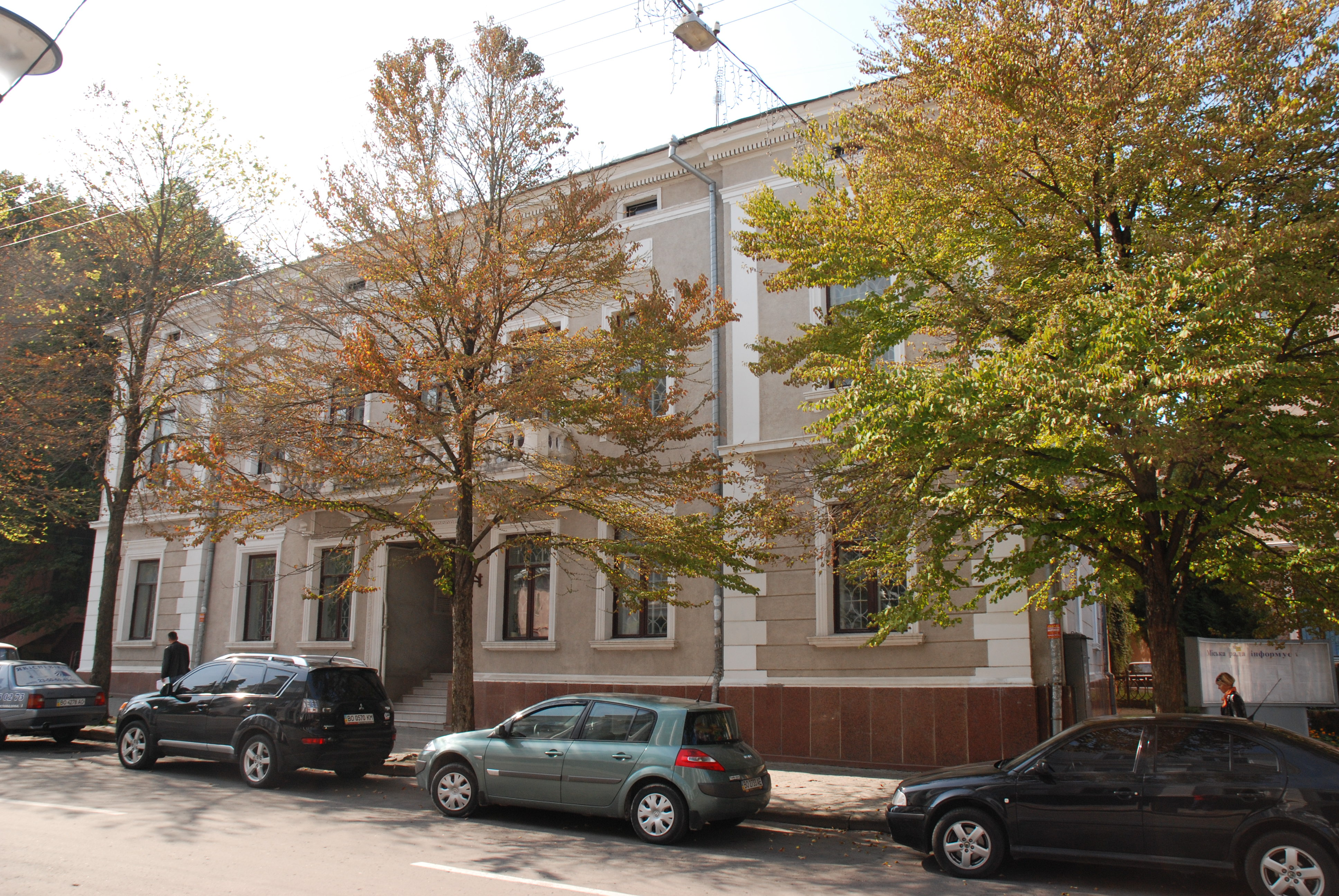
Житловий будинок, Листопадова, 3
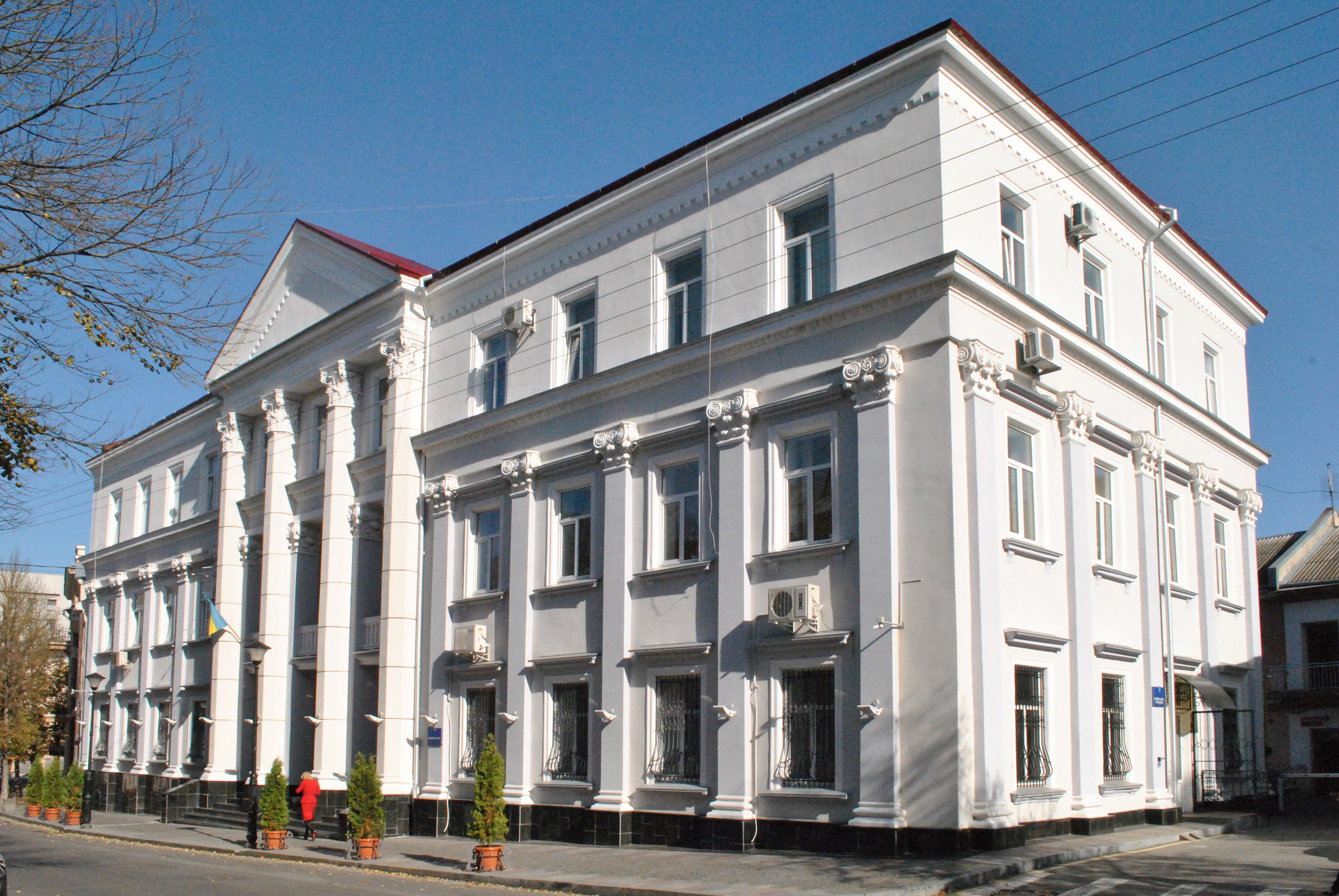
Жіночий ліцей (кін. XIX ст.), нині — прокуратура Тернопільської області
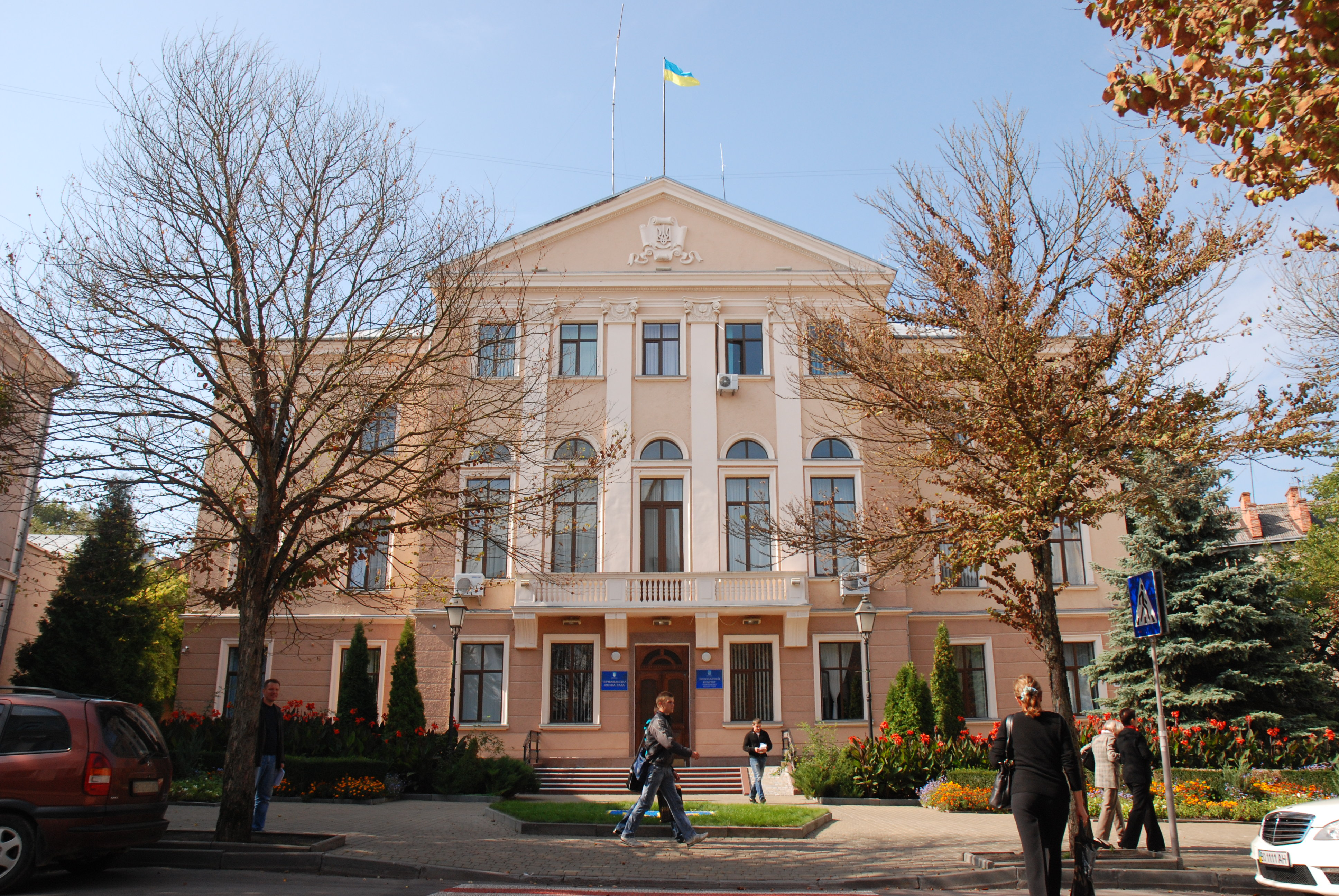
Будинок офіцерського зібрання, нині будинок Тернопільської міської ради
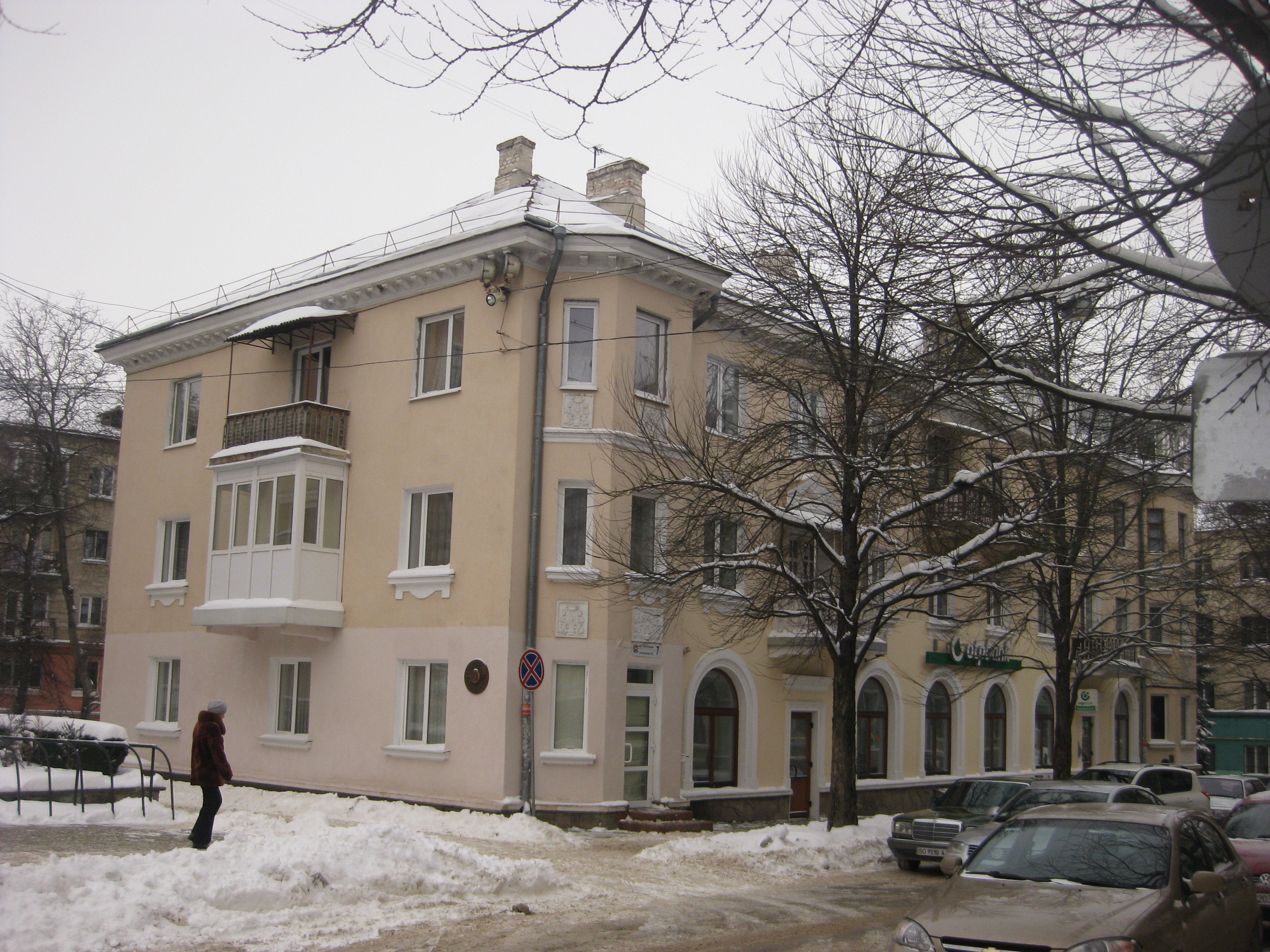
Житловий будинок, Листопадова, 7
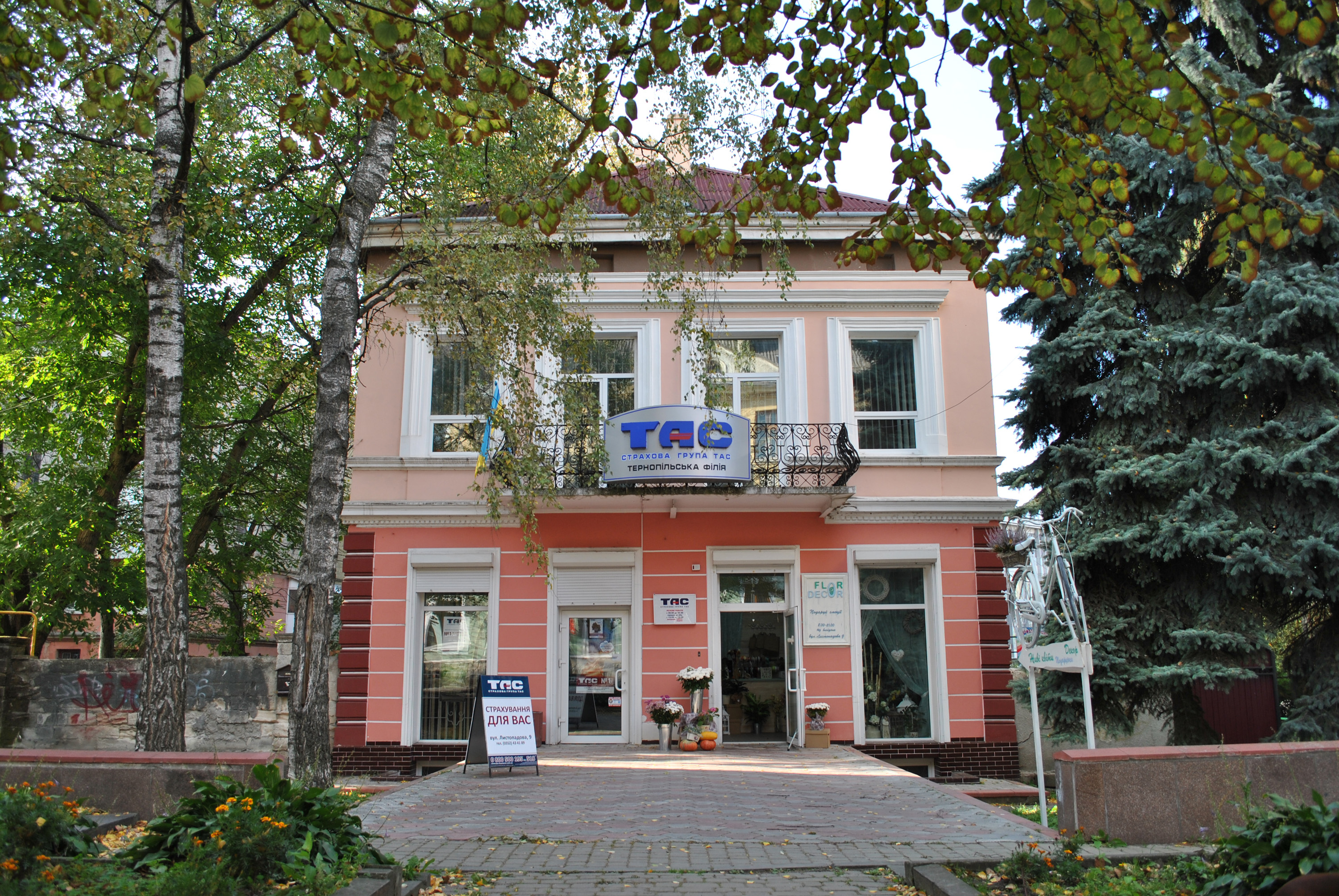
Житловий будинок, Листопадова, 9
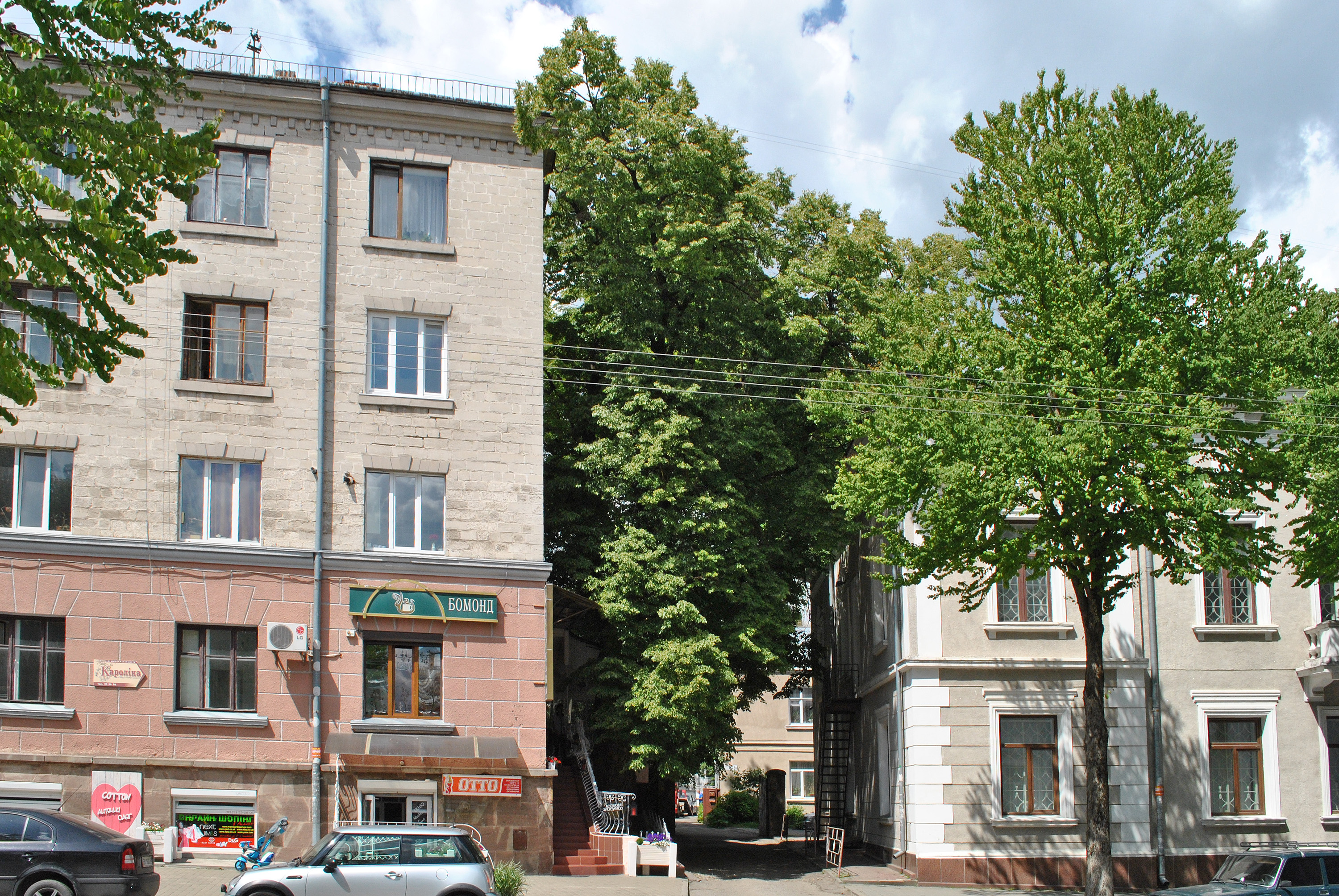
Тернопільська липа